# Herrschaft Parthenay
Die Herrschaft Parthenay war ein seit dem 11. Jahrhundert bezeugtes Lehen im Poitou. Zu ihr gehörten neben Parthenay auch Secondigny, Champdeniers und Germond.
Die Familie der ersten Herren von Parthenay bestand bis zum 15. Jahrhundert; die Herrschaft ging dann durch Erbschaft und Verkauf an den Connétable de Richemont und bei dessen Tod 1458 an den Bâtard d’Orléans; dessen Nachkommen verkauften Parthenay 1641 an den Maréchal de La Porte, für den Parthenay mit anderen Lehen zum Marquisat und schließlich zum Herzogtum La Meilleraye vereinigt wurde. Die Residenz des Herzogtums war das 10 Kilometer südlich von Parthenay gelegene Schloss La Meilleraye in Beaulieu-sous-Parthenay.

## Liste der Herren von Parthenay
Haus Parthenay-L'Archevêque
Die Herren von Parthenay nannten sich ab Guillaume III. L’Archevêque de Parthenay, in Erinnerung an Joscelin II. von Parthenay (♰ 1086), Erzbischof von Bordeaux
- Joscelin I. de Parthenay, 1000 bezeugt, ♰ 1012; ⚭ NN
- Guillaume I. de Parthenay, ♰ 1058, dessen Sohn, ⚭ Aremgarde de Talmont, 1047 bezeugt
- Guillaume de Parthenay, um 1025/um 1054 bezeugt, ♰ vor 1060, deren Sohn
- Joscelin II., Sire de Parthenay, ♰ 1086, dessen Bruder, 1047/68 Thesaurar der Abtei Saint-Hilaire-de-Poitiers, ab 1059 Erzbischof von Bordeaux; die Familie nimmt den Namen L'Archevêque an
- Simon I. de Parthenay, 1047 bezeugt, ♰ wohl 1075, Vidame de Parthenay im Namen seines Bruders Joscelin II., ⚭ Mélisende de Lusignan, 1070 bezeugt, Tochter von Hugo V. von Lusignan, Herr von Lusignan, und Almodis de la Marche (Haus Lusignan)
- Gelduin (♰ 1093), 1086 Sire de Parthenay, dessen Bruder; ⚭ Pêtronille, 1091 bezeugt
- Eblon de Parthenay (♰ vor 1110), 1086 Sire de Parthenay, 1069/99 Kreuzritter, dessen Bruder; ⚭ Phania. 1091 bezeugt
- Hugues I., Sire de Parthenay, 1047/um 1110 bezeugt, Sohn von Simon I.
- Guillaume II. de Parthenay, 1047/1103 bezeugt, dessen Bruder, 1091 Thesaurarius von Saint-Hilaire de Poitiers
- Simon II. de Parthenay, ♰ 1121, 1110 Sire de Parthenay, dessen Bruder; ⚭ Emperia, 1122 bezeugt
- Guillaume III. L’Archevêque de Parthenay, ♰ vor 1140, Sire de Parthenay, deren Sohn; ⚭ Théophanie
- Guillaume IV., ♰ vor 1182, 1151/64 Sire de Parthenay, deren Sohn; ⚭ Rosane
- Hugues II., ♰ vor 1222, Sire de Parthenay, deren Sohn; ⚭ Damette de Beaumont, ♰ vor 1222, Schwester von Raoul I., Seigneur de Bressuire
- Guillaume V. (♰ 1243), Sire de Parthenay, deren Sohn, 1220 exkommuniziert; ⚭ Amable de Rancon, 1218–1269 bezeugt; Tochter von Geoffroi V., Sire de Taillebourg
- Hugues III., ♰ 1271, Sire de Parthenay, deren Sohn, 1248 Seigneur de Vouvant et de Mervent, Seigneur de Mouchamps et de Moncontour, 1269 Sire de Taillebourg; ⚭ Valence de Lusignan, 1279 bezeugt, Dame de Soubise, de Vouvant etc.
- Guillaume VI., ♰ nach 29. Mai 1315, Sire de Parthenay, 1270 Seigneur de Montfort-le-Rotrou, 1291 Seigneur de Semblançay, 1300 Seigneur de Rochefort-sur-Mer, deren Sohn; ⚭ (1) Jeanne de Montfort (Haus Châteaudun); ⚭ (2) Marguerite de Thouars, Tochter von Guy II., Vicomte de Thouars (Haus Thouars)
- Jean I., ♰ 1. Mai 1358, Sire de Parthenay et de Semblançay, Sohn von Guillaume VI. und Jeanne de Montfort; ⚭ (1) Marguerite de Meslay, ♰ 26. Mai 1326, Tochter von Guillaume de Meslay, Vidame de Chartres; ⚭ (2) Marie de Beaujeu, ♰ nach 29. Juni 1337, Tochter von Guichard VI. de Beaujeu, Sire de Beaujeu, und Johanna von Genf (Haus Beaujeu); ⚭ (3) Jeanne Maingot, Tochter von Guillaume Maingot, Seigneur de Surgères
- Guillaume VII., ♰ 17. Mai 1401, Sire de Parthenay, Sohn von Jean I. und Marie de Beaujeu; ⚭ Jeanne de Mathefelon, Dame de Durtal, Tochter von Thibaut V., Seigneur de Mathefelon und Luce de Goulaine
- Jean III., ♰ 1427, Sire de Parthenay, 1400 Sire de Mathefelon, deren Sohn; ⚭ (1) Jeanne Chabot, ♰ 16. Januar 1407, Dame de Retz et de Machecoul, Tochter von Gérard V., Baron de Retz; ⚭ (2) Brunissende de Périgord, ♰ nach 13. Mai 1416, Tochter von Archambaud V., Graf von Périgord (Périgord (Adelsgeschlecht))

Jean III. verkauft seine Besitzungen am 19. November 1419 an die französische Krone unter Vorbehalt lebenslänglichen Nießbrauchs. Mit seiner Zustimmung schenkt König Karl VII. am 24. Oktober 1425 die Herrschaften Parthenay, Mervent, Secondigny, Coudray-Salbart etc. dem Connétable de Richemont.
Haus Frankreich-Dreux
- Arthur de Richemont, ♰ 26. Dezember 1458, 1424 Connétable von Frankreich, erhält Parthenay etc. 1425, 1457 Herzog von Bretagne

Erbin von Parthenay etc. war Marie d'Harcourt († 1464), die durch die beiden Ehen von Jean I. de Parthenay gleich zweimal von diesem abstammte: sie war die Tochter von Marguerite de Melun de Tancarville und Jacques II d'Harcourt-Montgomery und durch letzteren Ururenkelin von Jean IV., Comte d'Harcourt und Isabeau L'Archevêque de Parthenay, die wiederum die Tochter von Jean I. de Parthenay war; außerdem war sie durch ihre Mutter Marguerite de Melun-Tancarville Urenkelin von Jeanne de Mathefelon-Durtal und Guillaume VII. de Parthenay, dem Sohn von Jean I. de Parthenay und Marie de Beaujeu. Marie d’Harcourt heiratete 1439 Jean d’Orléans, genannt le Bâtard d'Orléans, den Kampfgefährten Jeanne d’Arcs.
Orléans-Longueville
- Jean d’Orléans, ♰ 24. November 1468, 1439 Comte de Dunois, 1443 Comte de Longueville, in Parthenay etc., Nachfolger des Connétable de Richemont bei dessen Tod 1458 aus dem Recht seiner Ehefrau; ⚭ 16. November 1439 Marie d'Harcourt, † 1. September 1464, Dame de Parthenay, Tochter von Jacques II. d’Harcourt, Baron de Montgomery, und Marguerite de Melun, Comtesse de Tancarville (Haus Harcourt)
- François I. d’Orléans-Longueville, ♰ 25. November 1491, Comte de Dunois et de Longueville, deren Sohn; ⚭ 2. Juli 1468 Agnes von Savoyen, † 15. März 1509, Tochter von Ludwig, Herzog von Savoyen, und Anne de Lusignan (Haus Savoyen)
- François II. d’Orléans-Longueville, ♰ 12. Februar 1513, Graf von Longueville, Dunois und Tancarville, deren Sohn; ⚭ 6. April 1505 Françoise d’Alençon, † 14. September 1550, 1543 Duchesse de Beaumont, Tochter von René, Herzog von Alençon, und Margarete von Lothringen (Haus Valois-Alençon)
- Renée, ♰ 2. Mai 1515, Gräfin von Dunois, Tancarville und Montgommery, deren Tochter
- Louis I. d’Orléans-Longueville, ♰ 1. August 1516, Graf von Neuenburg etc., Herzog von Longueville, Graf von Dunois, Tancarville und Montgomery, Bruder von François II.; ⚭ 3. November 1504 Johanna von Hachberg-Sausenberg, 1503–1512 und 1520–1543 souveräne Gräfin von Neuenburg, † 23. September 1543, Tochter von Philipp von Baden, Markgraf von Hachberg, und Maria von Savoyen (Zähringer)
- Claude d’Orléans-Longueville, X 9. November 1524, 1516–1524 Herzog von Longueville, 1516 souveräner Graf von Neuenburg, Graf von Dunois, deren Sohn
- Louis II. d’Orléans-Longueville, ♰ 9. Juni 1537, 1524 Herzog von Longueville, souveräner Graf von Neuenburg, Graf von Dunois etc., dessen Bruder; ⚭ 4. August 1534 Marie de Guise, Tochter von Claude de Lorraine, Duc de Guise, und Antoinette de Bourbon, sie heiratete in zweiter Ehe Jakob V., König von Schottland
- François III. d’Orléans-Longueville, ♰ 22. September 1551, 1537 Herzog von Longueville, souveräner Graf von Neuenburg, Graf von Dunois, deren Sohn
- Léonor d’Orléans-Longueville, † 7. August 1573, 1551 Herzog von Longueville, souveräner Graf von Neuenburg, Graf von Dunois, dessen Vetter; ⚭ 2. Juli 1563 Marie de Bourbon, 1546 Duchesse d’Estouteville, Comtesse de Saint-Pol, † 7. April 1601, Tochter von François I. de Bourbon, Duc d’Estouteville, und Adrienne d’Estouteville
- Henri I. d’Orléans-Longueville, X 29. April 1595, 1573 Herzog von Longueville, souveräner Graf von Neuenburg, Graf von Dunois, deren Sohn; ⚭ Februar 1588 Katerina Gonzaga, † 1. Dezember 1629, Tochter von Luigi Gonzaga, Herzog von Mantua, und Henriette de Clèves (Gonzaga)
- Henri II. d’Orléans-Longueville, † 11. Mai 1663, 1595 Herzog von Longueville, Fürst von Neuenburg, Graf von Dunois, deren Sohn; ⚭ (1) Louise de Bourbon, Mademoiselle de Soissons, † 1637, Tochter von Charles de Bourbon-Condé, Graf von Soissons; ⚭ (2) 2. Jun 1642 Anne Geneviève de Bourbon-Condé, † 15. April 1679, Tochter von Henri II. de Bourbon, Prince de Condé

Henri II. verkauft 1641 die Baronie Parthenay an Charles de La Porte, Marschall von Frankreich
Herzogtum La Meilleraye (Haus La Porte)
- Charles de La Porte, Seigneur de La Meilleraye, durch seine Schwester ein Onkel von Kardinal Richelieu; ⚭ 1596 Claude de Champlais, Tochter von François, Seigneur de Cerveau, und Jeanne de Beaumont
- Charles de La Porte, † 8. Februar 1664, 1639 Marschall von Frankreich, 1663 Duc de La Meilleraye, Pair de France, deren Sohn; ⚭ 1630 Marie de Ruzé, † 22. April 1633, Tochter von Antoine Coëffier de Ruzé, Marquis d’Effiat, Marschall von Frankreich, und Marie de Fourcy
- Armand-Charles de La Porte, † 9. November 1713, Duc de Mazarin, Duc de la Meilleraye, deren Sohn; ⚭ 1. März 1661 Hortensia Mancini, † 2. Juli 1699, Tochter von Michele Lorenzo Mancini und Girolama Mazzarini, Nichte von Kardinal Mazarin (Haus Mazarin-Mancini)
- Paul Jules de La Porte, † 7. September 1731, Duc de Mazarin et de la Meilleraye, deren Sohn; ⚭ (1) Dezember 1685 Felice Charlotte Armande de Durfort, † 27. Dezember 1730, Tochter von Jacques Henri de Durfort, Duc de Duras, Marschall von Frankreich; ⚭ (2) 14. Juni 1731 Françoise de Mailly, Tochter von Louis de Mailly, Marquis de Mailly, und Anne Marie Françoise de Sainte-Hermine (Haus Mailly)
- Guy Jules Paul de La Porte, † 30. Januar 1738, Duc de Mazarin et de la Meilleraye, Sohn von Paul Jules de la Porte und Felice Charlotte Armande de Durfort; ⚭ 5. Mai 1716 Louise Françoise de Rohan, † 27. Juli 1755, Tochter von Hercule Mériadec, Duc de Rohan-Rohan (Haus Rohan)
  - Charlotte Antoinette de La Porte, † 6. September 1735, deren Tochter; ⚭ 1. Juni 1733 Emmanuel-Félicité de Durfort, Duc de Duras, Marschall von Frankreich, † 6. September 1789
- Louise-Jeanne de Durfort, † 17. März 1781, Duchesse de Mazarin et de la Meilleraye; ⚭ 2. Dezember 1747 Louis-Marie-Guy d’Aumont, Marquis de Villequier, 1747–1781 Duc de Mazarin et de la Meilleraye, 1782 Duc d’Aumont, † 20. Oktober 1799
- Louise d’Aumont Mazarin, † 13. Dezember 1826, Duchesse de Mazarin et de la Meilleraye, deren Tochter; ⚭ (1) 15. Juli 1777 Honoré IV., 1795 Titular- und 1814 regierender Fürst von Monaco, † 16. Februar 1819, geschieden 22. Juni 1793 (Grimaldi); ⚭ (2) 6. Februar 1801 René François Tirnand d’Arcis, † 1807, geschieden 19. Oktober 1803

Der Titel wird seitdem in der Familie der Fürsten von Monaco vererbt.